# Правильный девятиугольник

Правильный девятиугольник

Правильный девятиугольник — это правильный многоугольник с девятью сторонами.

## Свойства
Правильный девятиугольник имеет внутренние углы, равные 140°. Площадь правильного девятиугольника со стороной a определяется выражением
{\displaystyle S={\frac {9}{4}}a^{2}\cot {\frac {\pi }{9}}\simeq 6.18182\,a^{2}.}

## Построение
Хотя правильный девятиугольник и невозможно построить с помощью циркуля и линейки, существуют методы построения достаточно точных приближений.

## Девятиугольные звёзды
Существует три звёздчатых девятиугольника: {9/2}, {9/3} и {9/4}, причём звезда {9/3} состоит из трёх равносторонних треугольников: